# 京福電気鉄道永平寺線
永平寺線（えいへいじせん）は、かつて福井県坂井郡金津町（現・あわら市）の金津駅から吉田郡永平寺町の永平寺駅までを結んでいた京福電気鉄道（福井鉄道部）の鉄道路線。福井県の嶺北地方を横切る路線であった。
このうち金津駅（現在の芦原温泉駅） - 東古市駅（現在の永平寺口駅）間が1969年（昭和44年）に廃止され、残る東古市駅 - 永平寺駅間も2002年（平成14年）に廃止された。

## 路線データ
- 路線距離（営業キロ）：24.6 km [3]
- 軌間：1067 mm [4][3]
- 駅数：21駅（起終点駅含む）
- 複線区間：なし（全線単線）
- 電化区間：全線電化（直流600 V）[3]
- 最高速度：55 km/h（東古市 - 永平寺間）[1]

## 歴史
永平寺線は1924年（大正13年）3月に設立された永平寺鉄道の手によって開業した路線である。
1925年（大正14年）9月16日に永平寺駅（後に永平寺口駅、東古市駅と改称、現在の永平寺口駅） -  永平寺門前駅（後の永平寺駅）間3マイル48チェーン (5.75km) が開業した。その後、1929年（昭和4年）8月14日に金津駅（現在の芦原温泉駅） -  新丸岡駅（後の本丸岡駅、現在の丸岡バスターミナル）間 10.00km、同年12月10日に新丸岡駅 - 永平寺口駅間 8.53km が開業して全通した。1944年（昭和19年）に丸岡鉄道とともに京福電気鉄道に吸収合併され、同社の永平寺線となった。
モータリゼーションによる乗客の減少により、1969年（昭和44年）9月18日に金津駅 - 東古市駅間 18.4km が廃止された。廃線跡は、すでに多くは失われている。駅舎がバスターミナルなどに転用され後年まで遺構が残った本丸岡駅周辺についても新バスターミナルの整備などにより失われつつある。なお廃線当時の駅舎やホームについては、金津駅から東古市駅までの17駅の全駅について、写真が残されている。
1998年（平成10年）4月1日の改正においては、1時間あたり1本（朝のみ25 - 30分間隔）の運行であり、列車交換のない折り返し運転になっていた。すべての列車が越前本線に直通する福井発着列車であるかのように書かれていた時刻表もあったが、実際は朝7時台に設定されていた永平寺発福井行き1本を除いて東古市駅で乗り換えとなっていた。朝6時台終わり - 夜21時台の運行であった。
定期の速達列車の設定はなかったが、永平寺参拝客の便宜を図って、正月三が日には福井駅から直通の臨時特急列車が、正月三が日とゴールデンウィークには線内折り返しの臨時急行が設定されていた。
2001年（平成13年）6月24日、越前本線での2度目の列車衝突事故（京福電気鉄道越前本線列車衝突事故を参照）のため、翌日から全線で運行が休止された。福井県で京福電気鉄道が当時運営していた3路線のうち越前本線と三国芦原線はえちぜん鉄道への譲渡が決定したが、当線は利用客が見込めないことから譲渡されず、運転が再開されないまま2002年（平成14年）10月21日をもって廃止された。廃線後、永平寺口駅 - 永平寺駅間の廃線跡は遊歩道「永平寺参ろーど」（えいへいじまいろーど）として整備された（後述）。

### 年表
- 1922年（大正11年）6月28日 永平寺鉄道に対し鉄道免許状下付（吉田郡下志比村-同郡志比谷村間）[14][15][16]。
- 1924年（大正13年）3月31日 永平寺鉄道会社設立[17][18][16]。
- 1925年（大正14年）9月16日 永平寺鉄道が永平寺駅（後の東古市駅） -  永平寺門前駅（後の永平寺駅）間開業[4][14][19][20][16]。
- 1927年（昭和2年）
  - 1月1日 永平寺駅を永平寺口駅に改称[3][16]。
  - 2月24日 鉄道免許状下付（吉田郡下志比村-坂井郡金津村間）[14][21][16]。
- 1929年（昭和4年）
  - 8月14日 金津駅 -  新丸岡駅（後の本丸岡駅）間開業[4][14][22][16]。
  - 12月10日 新丸岡駅 - 永平寺口駅間開業[4][11][14][23][16]。
- 1930年（昭和5年）
  - 4月20日 荒谷駅（後の市野々駅）開業[3]。
  - 7月5日 御簾ノ尾駅・友末駅・諏訪間駅廃止認可[16]。
  - 7月15日 西瓜屋駅開業[3]。
- 1935年（昭和10年） 鳴鹿駅を西方へ移転[3][24]。
- 1938年（昭和13年）4月18日 永平寺門前駅を移転し永平寺駅に改称、0.4km延長[3][25]。
- 1939年（昭和14年）11月15日 荒谷駅を市野々駅に改称届出[26]。
- 1944年（昭和19年）
  - 4月20日 菅野駅休止[3][26]。
  - 12月1日 京福電気鉄道が永平寺鉄道を合併[4][26][14]、同社の永平寺線となる。新丸岡駅を本丸岡駅に、永平寺口駅を東古市駅に改称[3][26]。
- 1946年（昭和21年）11月1日 菅野駅営業再開[3][26]。
- 1950年（昭和25年）6月1日 諏訪間駅営業再開[3][26]。
- 1957年（昭和32年）12月25日 御簾ノ尾駅・友末駅営業再開[3][27]。
- 1969年（昭和44年）9月18日 金津駅 - 東古市駅間18.4km廃止[28][27][7][14]。
- 1989年（平成元年）4月20日 閑散時の1両運転電車をワンマン運転化[29]。
- 1991年（平成3年）3月20日 終日ワンマン運転開始[27]。
- 2000年（平成12年）12月17日 越前本線で同線と永平寺線の電車が正面衝突[7]。
- 2001年（平成13年）
  - 2月22日 全線で運転を再開[30]。
  - 6月24日 この日越前本線で再び衝突事故が起き、全線運行休止に[31][7][32]。
- 2002年（平成14年）10月21日 東古市駅 - 永平寺駅間6.2km廃止により全線廃止[27][11]。

## 駅一覧
駅名および所在地、接続路線の事業者・路線名は当線の廃止時点のもの。全駅福井県に所在。
| 駅名                      | よみ                  | 駅間キロ              | 営業キロ              | 接続路線                       | 所在地                |
| 1969年9月18日廃止区間     | 1969年9月18日廃止区間 | 1969年9月18日廃止区間 | 1969年9月18日廃止区間 | 1969年9月18日廃止区間          | 1969年9月18日廃止区間 |
| ------------------------- | --------------------- | --------------------- | --------------------- | ------------------------------ | --------------------- |
| 金津駅 （現芦原温泉駅）   | かなづ                | -                     | 0.0                   | 国鉄：北陸本線・三国線（廃止） | 坂井郡 金津町         |
| 菅野駅                    | すがの                | 1.0                   | 1.0                   |                                | 坂井郡 金津町         |
| 伊井駅                    | いい                  | 1.7                   | 2.7                   |                                | 坂井郡 金津町         |
| 御簾ノ尾駅                | みすのお              | 0.8                   | 3.5                   |                                | 坂井郡 金津町         |
| 坪江駅                    | つぼえ                | 0.8                   | 4.3                   |                                | 坂井郡 金津町         |
| 瓜生駅                    | うりう                | 1.3                   | 5.6                   |                                | 坂井郡 金津町         |
| 乗兼駅                    | のりかね              | 1.2                   | 6.8                   |                                | 坂井郡 丸岡町         |
| 長畝駅                    | のうね                | 1.2                   | 8.0                   |                                | 坂井郡 丸岡町         |
| 丸岡口駅                  | まるおかぐち          | 1.2                   | 9.2                   |                                | 坂井郡 丸岡町         |
| 本丸岡駅                  | ほんまるおか          | 0.7                   | 9.9                   | 京福電気鉄道：丸岡線（廃止）   | 坂井郡 丸岡町         |
| 西瓜屋駅                  | にしうりや            | 0.7                   | 10.6                  |                                | 坂井郡 丸岡町         |
| 末政駅                    | すえまさ              | 1.8                   | 12.4                  |                                | 坂井郡 丸岡町         |
| 油駅                      | あぶら                | 0.8                   | 13.2                  |                                | 坂井郡 丸岡町         |
| 友末駅                    | ともすえ              | 1.1                   | 14.3                  |                                | 坂井郡 丸岡町         |
| 楽間駅                    | らくま                | 1.1                   | 15.4                  |                                | 坂井郡 丸岡町         |
| 鳴鹿駅                    | なるか                | 1.1                   | 16.5                  |                                | 坂井郡 丸岡町         |
| 2002年10月21日廃止区間    |                       |                       |                       |                                |                       |
| 東古市駅 （現永平寺口駅） | ひがしふるいち        | 1.9                   | 18.4                  | 京福電気鉄道：越前本線         | 吉田郡 永平寺町       |
| 諏訪間駅                  | すわま                | 1.0                   | 19.4                  |                                | 吉田郡 永平寺町       |
| 京善駅                    | きょうぜん            | 1.8                   | 21.2                  |                                | 吉田郡 永平寺町       |
| 市野々駅                  | いちのの              | 1.2                   | 22.4                  |                                | 吉田郡 永平寺町       |
| 永平寺駅                  | えいへいじ            | 2.2                   | 24.6                  |                                | 吉田郡 永平寺町       |

## 輸送・収支実績
| 年度 | 乗客（人） | 貨物量（トン） | 営業収入（円） | 営業費（円） | 益金（円） | その他益金（円） | その他損金（円） | 支払利子（円） | 政府補助金（円） |
| ---- | ---------- | -------------- | -------------- | ------------ | ---------- | ---------------- | ---------------- | -------------- | ---------------- |
| 1927 | 193,311    | 3,783          | 32,604         | 42,812       | ▲ 10,208   |                  | 雑損1,200        | 9,115          | 22,082           |
| 1928 | 186,365    | 3,894          | 35,948         | 37,778       | ▲ 1,830    |                  |                  | 8,132          | 22,165           |
| 1929 | 359,277    | 8,300          | 61,862         | 65,080       | ▲ 3,218    |                  | 雑損1,179        | 6,821          | 24,280           |
| 1930 | 862,921    | 10,110         | 166,951        | 149,462      | 17,489     |                  | 雑損4,150        | 98,103         | 22,558           |
| 1931 | 584,801    | 12,697         | 87,165         | 71,994       | 15,171     |                  | 雑損74           | 71,178         | 23,921           |
| 1932 | 581,926    | 14,028         | 97,243         | 73,060       | 24,183     |                  |                  | 55,833         | 34,755           |
| 1933 | 745,075    | 14,511         | 108,324        | 83,779       | 24,545     |                  | 雑損79           | 58,149         | 39,791           |
| 1934 | 740,348    | 17,972         | 116,604        | 91,166       | 25,438     | 減資差益金80,053 | 雑損32,298       | 38,245         | 96,613           |
| 1935 | 825,889    | 18,223         | 128,448        | 100,148      | 28,300     |                  | 雑損償却金82,132 | 34,050         | 84,564           |
| 1936 | 889,894    | 20,433         | 138,154        | 107,048      | 31,106     |                  | 雑損償却金66,787 | 29,361         | 65,070           |
| 1937 | 889,179    | 18,781         | 130,578        | 113,139      | 17,439     |                  | 雑損償却金43,319 | 25,163         | 60,078           |
| 1939 | 1,171,612  | 21,289         | 170,257        | 122,657      | 47,600     |                  | 雑損償却金81,223 | 23,767         | 57,493           |
| 1941 | 1,592,857  | 29,269         |                |              |            |                  |                  |                |                  |
| 1943 | 1,875,853  | 33,400         |                |              |            |                  |                  |                |                  |

- 鉄道統計資料、鉄道統計、国有鉄道陸運統計各年度版

## 廃線跡

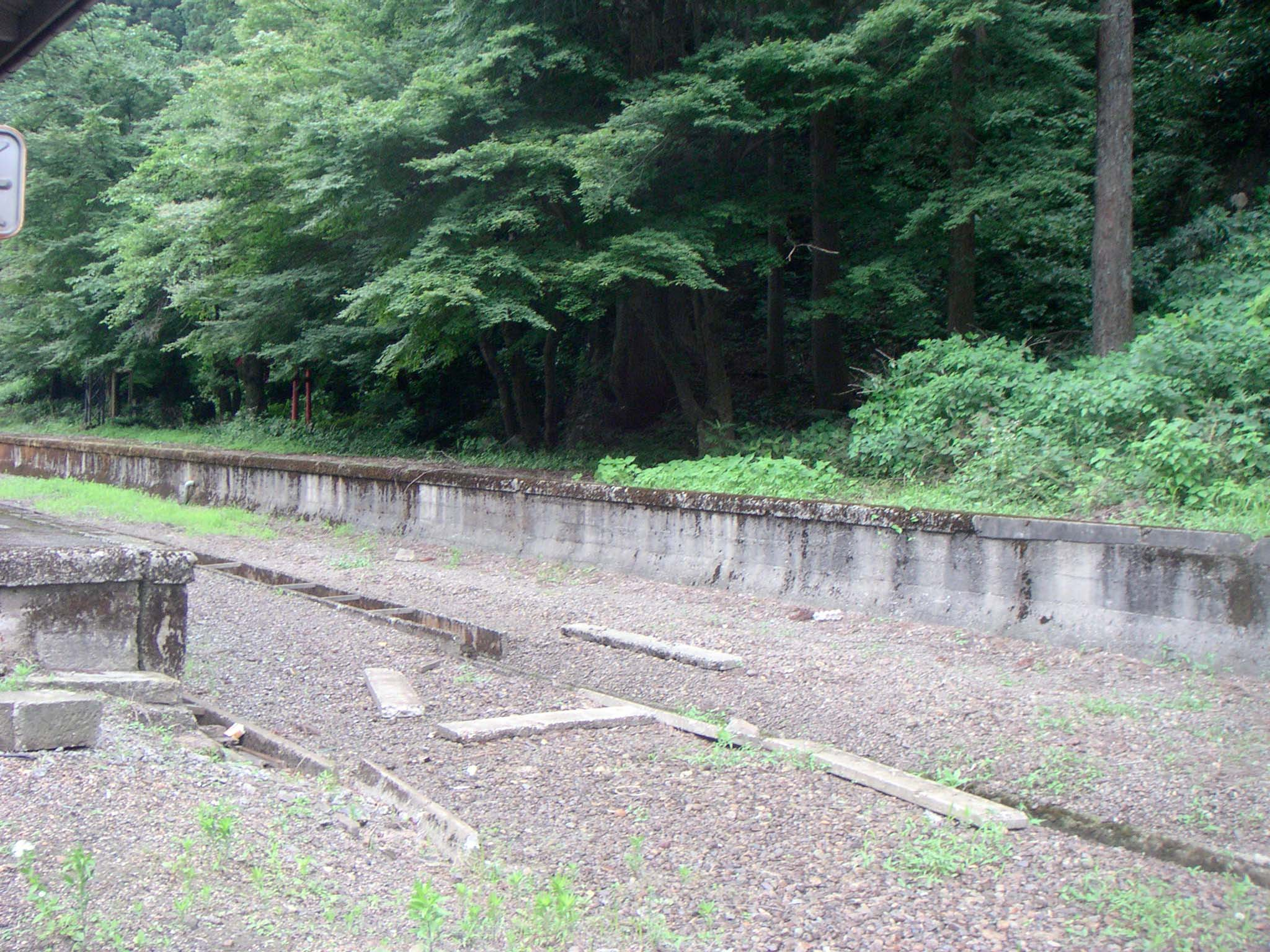
旧永平寺駅ホーム跡

前述のとおり、永平寺線の廃線後、永平寺町は廃線となった跡地を遊歩道として整備。愛称として「永平寺参ろーど」と命名した。 
2017年（平成29年）10月から2019年（平成31年）3月まで、自動運転車の実証実験をパナソニック・産業技術総合研究所と共同で実施。実証実験を踏まえて、2020年（令和2年）12月22日に「永平寺参ろーど」で日本では初めてとなる自動運転レベル3での運行を開始、「ZEN drive」と名付けられた。降雪を考慮し翌年（2021年）3月25日に本格運用を開始した。なお自動運転の対象区間は全区間のうち、荒谷 - 志比（永平寺駅跡付近）間の約2 kmとなっている。